# Peugeot 604
Peugeot 604 – samochód osobowy klasy wyższej produkowany pod francuską marką Peugeot latach 1975–1985.

## Historia i opis modelu

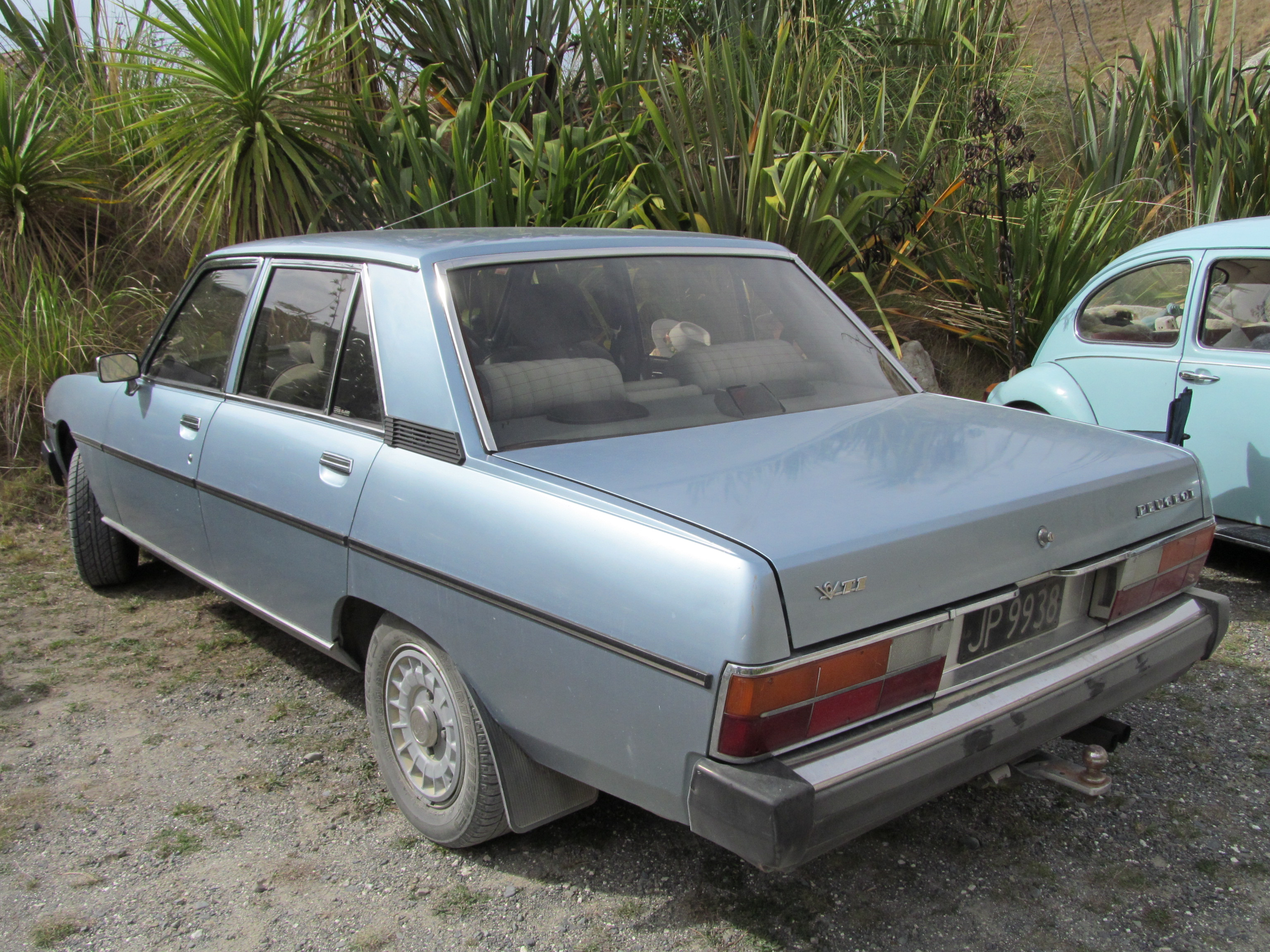
Peugeot 604 - tył

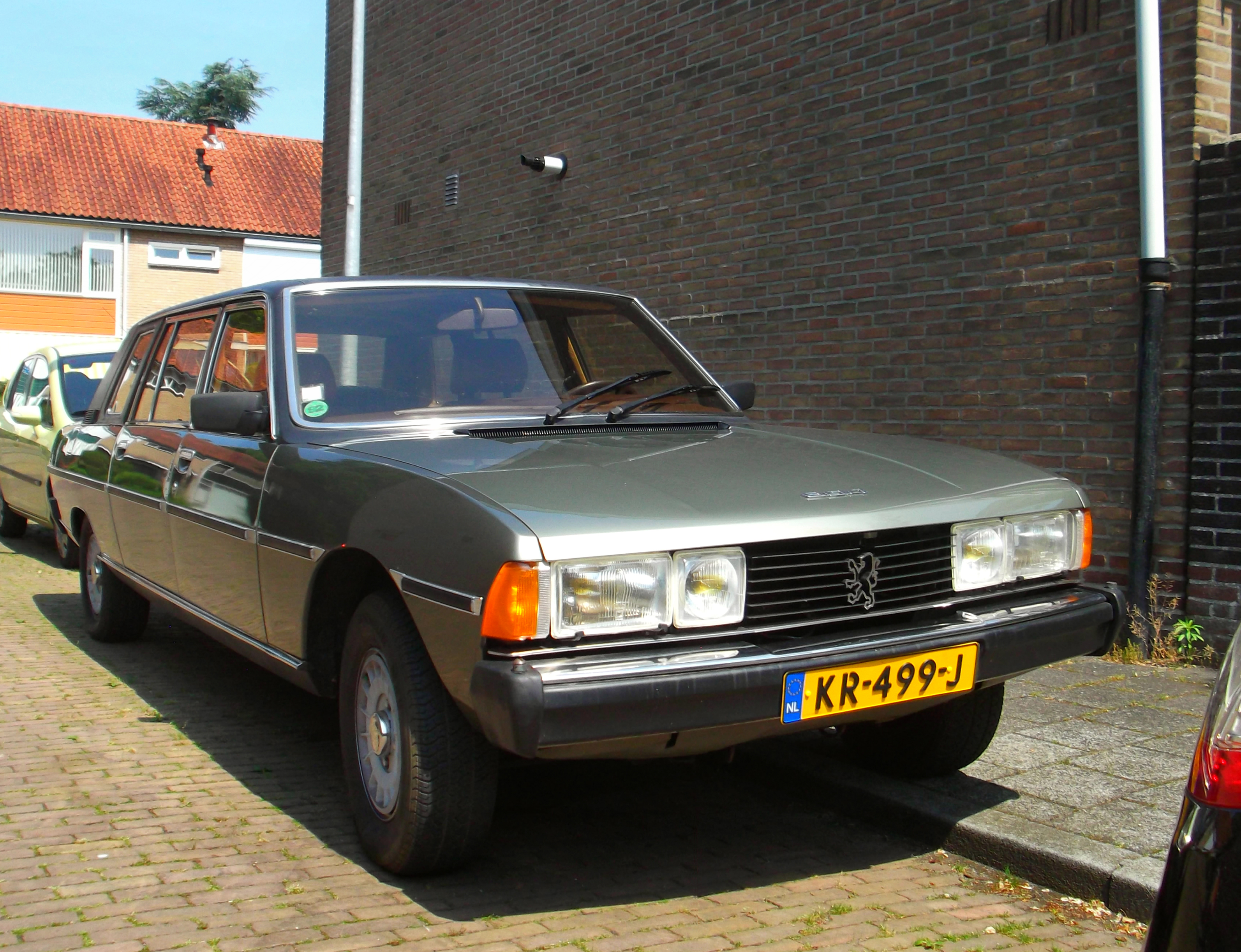
Peugeot 604 Heuliez Limousine

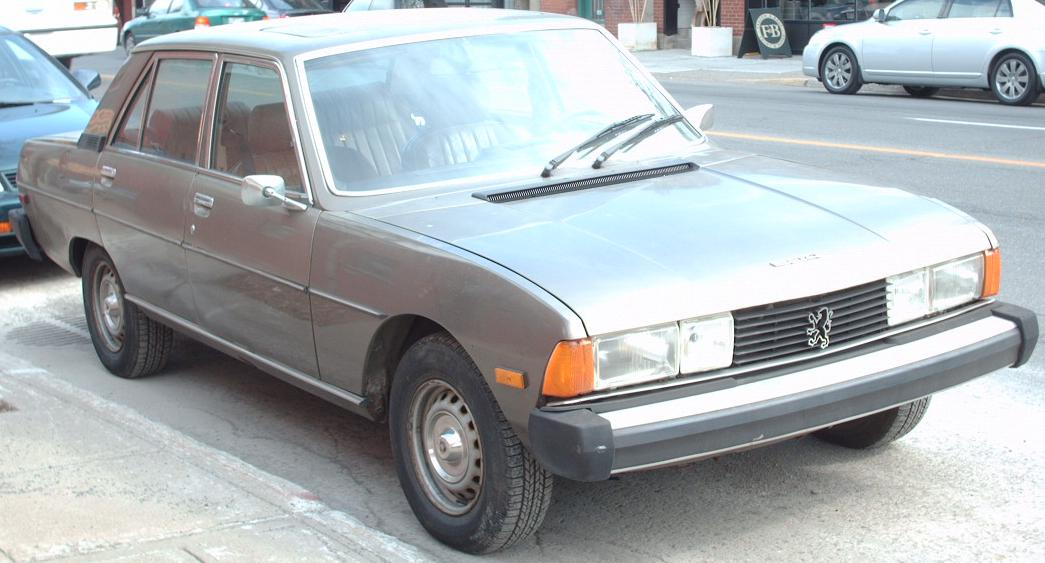
Peugeot 604 w Kanadzie

Samochód został zaprojektowany przez studio Pininfarina, a następnie pokazany na targach samochodowych w Genewie w marcu 1975 roku. Do salonów trafił kilka miesięcy później - we wrześniu. Samochód został zbudowany na podwoziu Peugeota 504 oraz wyposażony w silnik o pojemności 2,7 l wspólnej produkcji Volvo i Renault. Premiera modelu 604 była ponownym wejściem na rynek samochodów luksusowych po ponad 40-letniej przerwie.
Model ten jednak nie zdobył popularności, już w latach 70. odnoszono się do niego krytycznie z racji nienowoczesnej stylistyki, braku nowatorskich rozwiązań technicznych czy problemów z rdzą. Ponadto premiera modelu zbiegła się z kryzysem energetycznym we Francji, przez co nieprzychylnie patrzono na samochody wyposażone w spore jednostki napędowe. Nawet wprowadzenie do palety silnikowej bardziej ekonomicznych silników nie uratowało sytuacji.
W historii motoryzacji model 604 zapisał się w 1978 roku jako pierwszy samochód z silnikiem turbodiesel, była to jednostka XD2S o pojemności 2304 cm³.
Niewielka sprzedaż 604 zmalała jeszcze bardziej w 1980 na rzecz nowego Peugeota 505. W 1983 roku przeprowadzono drobny facelifting. W końcu w 1985 zaprzestano produkcji modelu 604, zaś w 1989 roku pojawił się jego następca - Peugeot 605.

### Kalendarium
- 1975 - Peugeot 604 w wersji SL wszedł do produkcji seryjnej. Kosztował wtedy 44 700 FFr i wyposażony był w silnik o pojemności 2,7 L i mocy 145 KM, sprzężony z czterostopniową manualną lub trzystopniową automatyczną skrzynią biegów.
- 1977 - Rozpoczęcie sprzedaży modelu 604 w USA.
- 1978 - Produkcja modelu 604Ti z nowym wtryskiem paliwa firmy Bosch oraz turbodieslem.
- 1980 - Zmieniono lusterko wsteczne, kolor kierunkowskazów (na pomarańczowy), deskę rozdzielczą i drążek zmiany biegów. Wprowadzono limitowaną, lepiej wyposażoną wersję Grand Comfort.
- 1981 - Wprowadzono model 604 STi z dwuipółlitrowym turbodieslem.
- 1982 - Zakończono produkcję wersji SL
- 1984 - Wprowadzono model 604 GTi z silnikiem o pojemności 2,8 litra. Zakończono sprzedaż w USA.
- 1985 - Zakończono produkcję Peugeota 604.

### Sprzedaż
W Polsce za czasów PRL-u nie można było kupić Peugeota 604, nawet płacąc dewizami. Jedynymi, nowymi egzemplarzami modelu 604, które wówczas przybyły do Polski, były zamówione na potrzeby rządu. Jeździli nimi m.in. Henryk Jabłoński czy Wojciech Jaruzelski. Egzemplarz, którym posługiwał się Jaruzelski cechowały płyty pancerne w drzwiach, szyby o grubości 5 cm czy tytanowe blokady w drzwiach.
W latach 1978–1981 w trybie CKD Peugeot 604 był montowany w krótkiej serii przez południowokoreańskie przedsiębiorstwo Kia, w lokalnych zakładach w Gwangmyeong.

## Dane techniczne

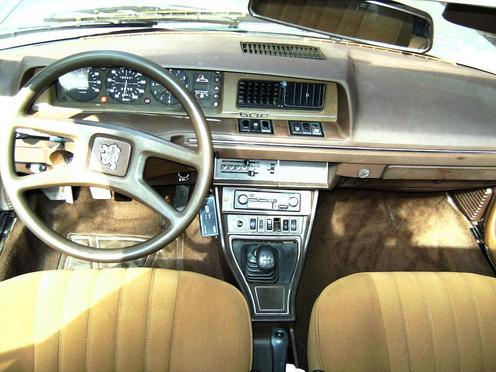
Deska rozdzielcza

- Silnik

| Silnik      | Pojemność | Moc maksymalna                     | Maks. moment obrotowy     |
| ----------- | --------- | ---------------------------------- | ------------------------- |
| 604 Ti      | 2664 cm³  | 144 KM (106 kW) przy 5500 obr./min | 217 Nm przy 3750 obr./min |
| 604 D Turbo | 2304 cm³  | 80 KM (59 kW) przy 4150 obr./min   | 184 Nm przy 2000 obr./min |
| 604 SL      | 2664 cm³  | 136 KM (100 kW) przy 5750 obr./min | 207 Nm przy 3500 obr./min |
| 604 GTi     | 2849 cm³  | 155 KM (114 kW) przy 5750 obr./min | 234 Nm przy 3000 obr./min |

- Osiągi

| Silnik      | 0-100 km/h                  | Prędkość maks.                  | Śr. zużycie paliwa na 100 km: |
| ----------- | --------------------------- | ------------------------------- | ----------------------------- |
| 604 Sti/Ti  | 10,4 s 12,3 s (aut.)        | 185 km/h 181 km/h (aut.)        | 12 l 13,2 l (aut.)            |
| 604 D Turbo | 17,8 s (4 b.) 17,5 s (5 b.) | 150 km/h (4 b.) 157 km/h (5 b.) | 8,3 l (4 b.) 8,1 l (5 b.)     |
| 604 SL      | 10,4 s 11,5 s (aut.)        | 182 km/h 178 km/h (aut.)        | b.d.                          |
| 604 GTi     | 9,7 s                       | 190 km/h                        | 11,7 l                        |